# کنجورووو
کنجورووو (به لهستانی:  Kędziorowo) یک روستا در لهستان است که در گمینا وانسوش (استان پودلاسکی) واقع شده‌است.